# Марк Клавдий Марцел Езернин
Вижте пояснителната страница за други личности с името Марк Клавдий Марцел.
Марк Клавдий Марцел Езернин (на латински: Marcus Claudius Marcellus Aeserninus) e политик на ранната Римска империя.

## Биография
Син е на Марк Клвадий Марцел Езернин (военен).
Марцел се жени за Азиния, дъщеря на Квинкция и Гай Азиний Полион (консул 40 пр.н.е.). През 48 пр.н.е. Марцел е квестор при Квинт Касий Лонгин в Далечна Испания. Затова той е изгонен от Цезар, после отново приет от него. През 22 пр.н.е. Марцел е избран за консул заедно с Луций Арунций.
Марцел също е Quindecimvir sacris faciundis и е споменат в Секуларските игри през 17 пр.н.е.